# Малая Чёрная (деревня)
Малая Чёрная — деревня в Дмитровском районе Московской области, в составе городского поселения Икша. Население — 186 чел. (2010). До 2006 года Малая Чёрная входило в состав Белорастовского сельского округа.

## Расположение
Деревня расположена в юго-западой части района, примерно в 24 км южнее Дмитрова, на водоразделе речек Учи и Базаровки, высота центра над уровнем моря 204 м. Ближайшие населённые пункты — Кузяево на севере, Белый Раст на западе и Саморядово на юге. У северной окраины деревни находится железнодорожная станция Большого кольца Московской железной дороги Белый Раст.

## Население
| 2002 | 2006 | 2010 |
| ---- | ---- | ---- |
| 153  | ↗179 | ↗186 |